# Uruguay East Coast Railway

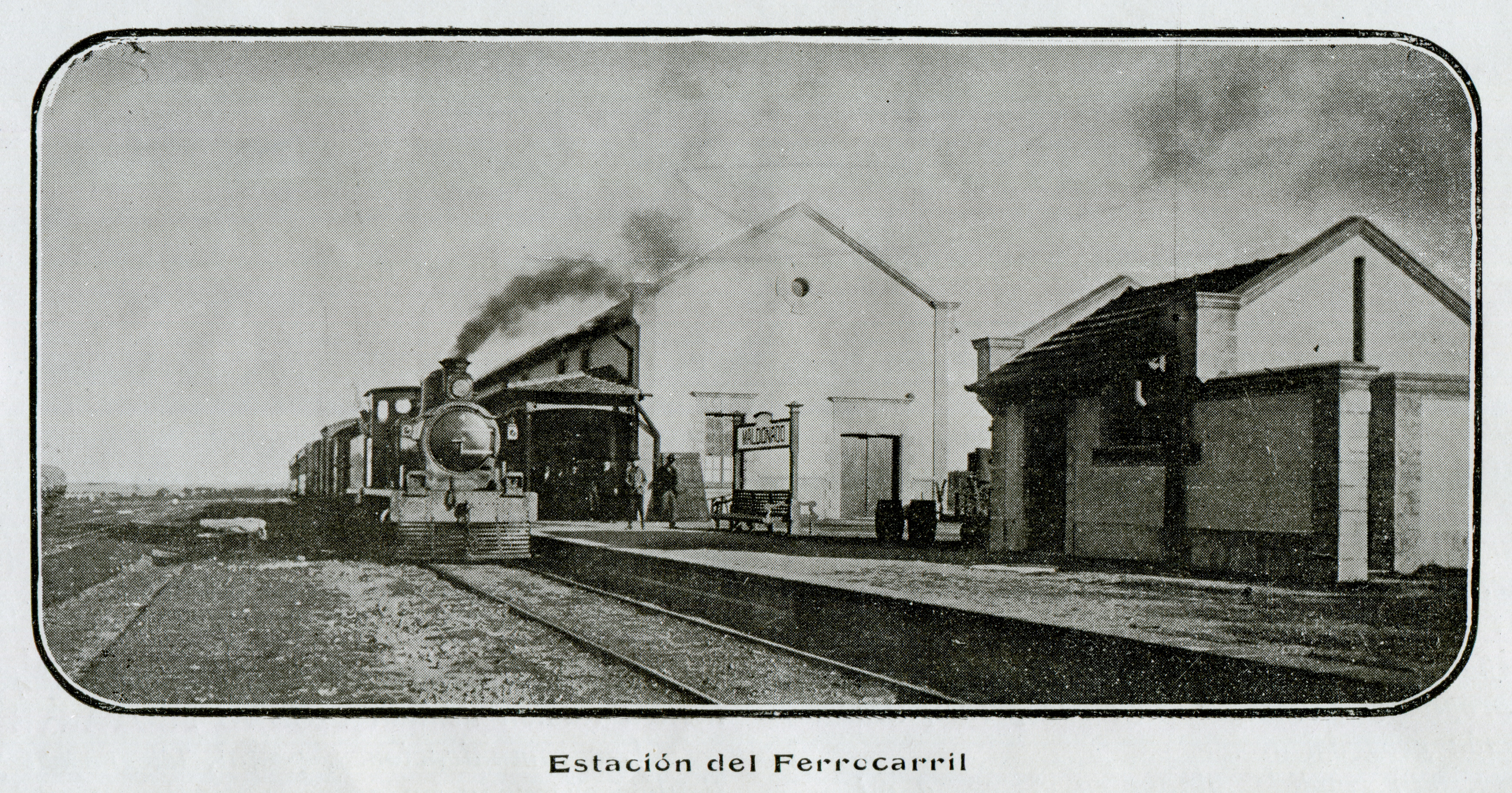
Bahnhof Maldonado 1920

Die Uruguay East Coast Railway war eine britische Eisenbahngesellschaft mit Sitz in London, die in Uruguay von 1908 bis 1918 eine Eisenbahnstrecke an der Ostküste des Landes baute und betrieb.

## Geschichte

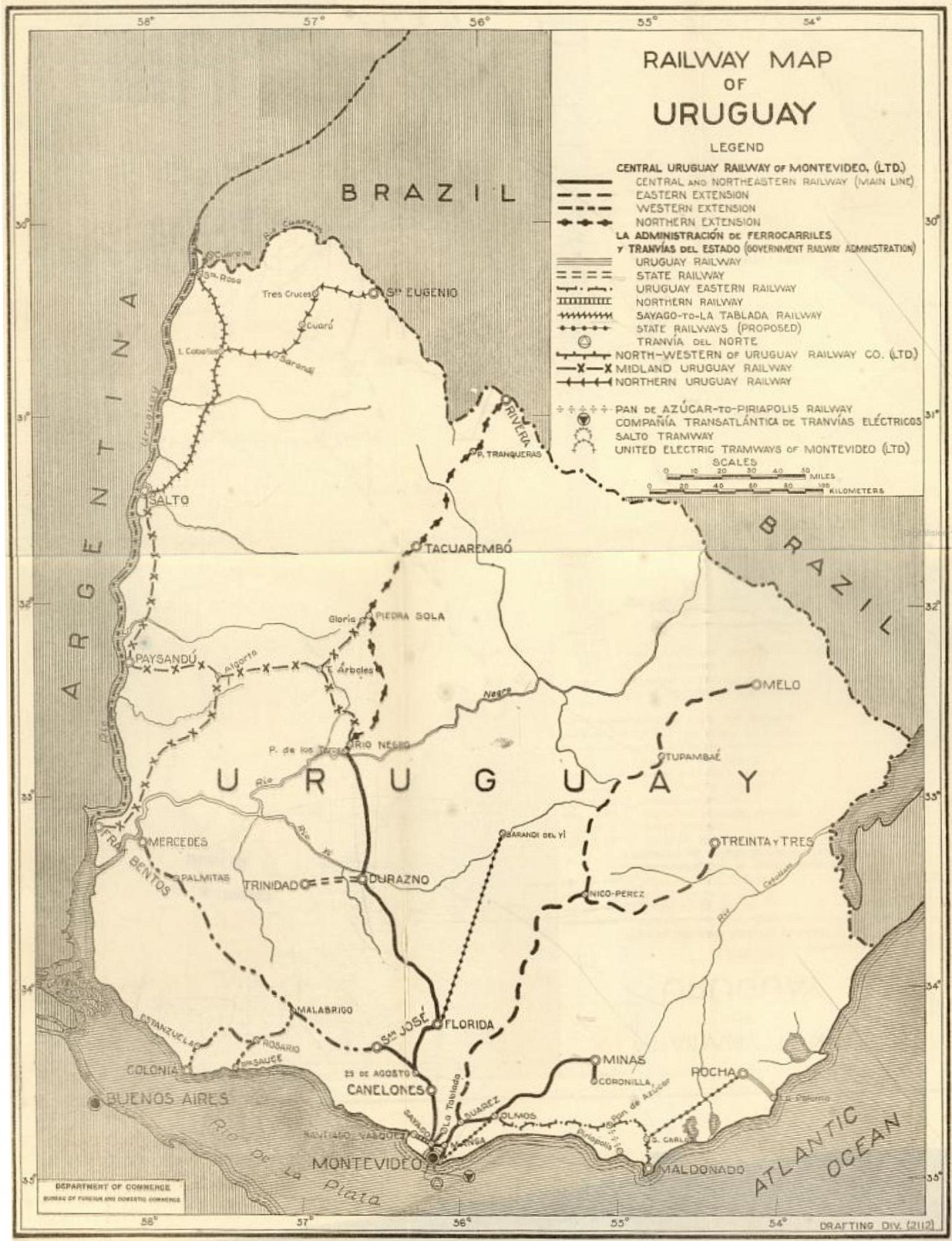
Streckennetz 1927

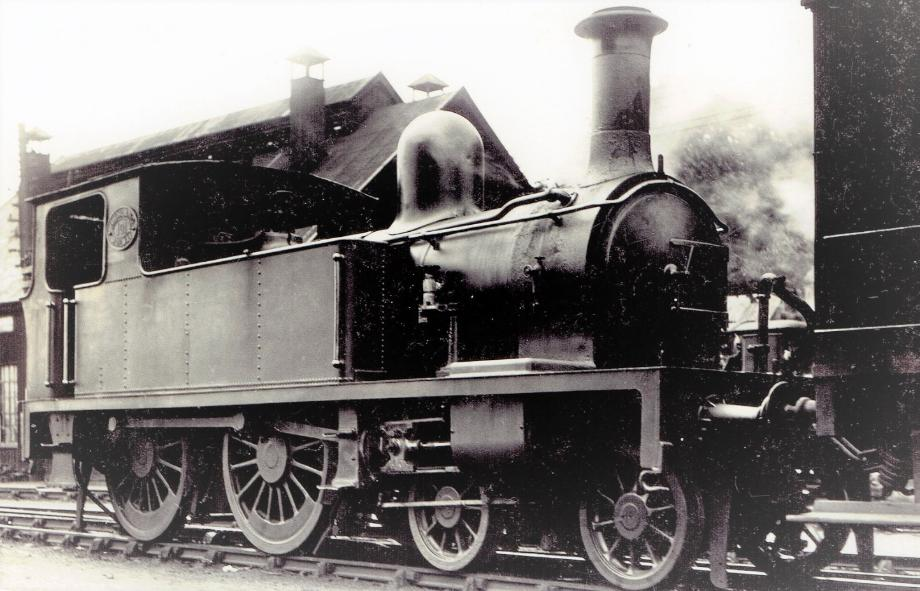
Lokomotive der Highland Railway, die ursprünglich für die UGER gebaut wurde

Eine Eisenbahnstrecke in der Regelspurweite an der Ostküste Uruguays sollte ursprünglich im Auftrag der Regierung vom britischen Tiefbauunternehmen Perry, Cutbill, De Lungo and Company gebaut und von der ebenfalls britischen Gesellschaft Uruguay Great Eastern Railway (UGER) betrieben werden. Die Arbeiten in Olmos, wo die North Eastern Uruguay Railway einen Bahnhof besaß, von dem die Strecke abzweigen sollte, begannen 1890. Aber bereits 1891 ging das Unternehmen aufgrund der dortigen Wirtschaftskrise, die ihren Ursprung in der Insolvenz der Barings Bank hatte, in Konkurs. Bereits bei Dübs and Company bestellte Dampflokomotiven wurden an die schottische Highland Railway verkauft. Wegen der schwierigen wirtschaftlichen Lage im Land ruhten die Planungen für etliche Jahre.
1908 wurde von der Regierung eine neue Konzession an die am 14. Juli 1908 in London gegründete Uruguay East Coast Railway vergeben. Diese sollte die Strecke von Olmos bis Maldonado errichten und betreiben und in Folge weiter nach Osten Richtung La Paloma verlängern. Anfang 1910 wurde die erste rund 50 km lange Teilstrecke von Olmos bis zum Bahnhof La Sierra in Gregorio Aznárez in Betrieb genommen. Am 15. Dezember 1910 wurde die gesamte 114 km lange Strecke bis Maldonado fertiggestellt und eröffnet.
Anfang 1910 beschäftigte die Gesellschaft 64 Mitarbeiter und besaß fünf Lokomotiven, fünf Personenwagen, drei Gepäckwagen, sowie 109 Güterwagen.
1918 wurde die Gesellschaft von der uruguayischen Regierung gekauft und ab 3. Januar 1919 unter dem Namen Uruguay Eastern Railway weiter betrieben. Die spanische Bezeichnung blieb von Anfang an immer die gleiche: Ferrocarril Uruguayo del Este.
Im Rahmen der von der Regierung unter Luis Batlle Berres 1948 beschlossenen Verstaatlichung aller Eisenbahngesellschaften wurde auch diese bereits dem Staat gehörende Strecke 1952 in die neue staatliche Eisenbahngesellschaft Administración de Ferrocarriles del Estado eingegliedert.